# 영동 전투
영동 전투는 한국 전쟁 초기인 1950년 7월 22일에서 25일까지 남한의 충청북도 영동군에서 미군과 조선민주주의인민공화국 사이 일어났던 교전이다. 한반도로 상륙한 미군의 제1기병사단은 대전 전투 이후 미군 제24보병사단을 엄호하라는 명령을 받았다. 하지만 제1기병사단 병력은 전투를 하지 않았으며 조선인민군 소속 제3사단은 미군을 제압한 후 후퇴시켰다.
미군은 전투에서 패해 마을을 잃었지만, 미군의 포격으로 조선인민군은 큰 피해를 입었으며 또한 인민군의 진격을 수 일간 저지시켜 유엔사령부가 낙동강 방어선을 굳히는 데 필요한 시간을 벌어주었다.

## 배경

### 전쟁의 향방

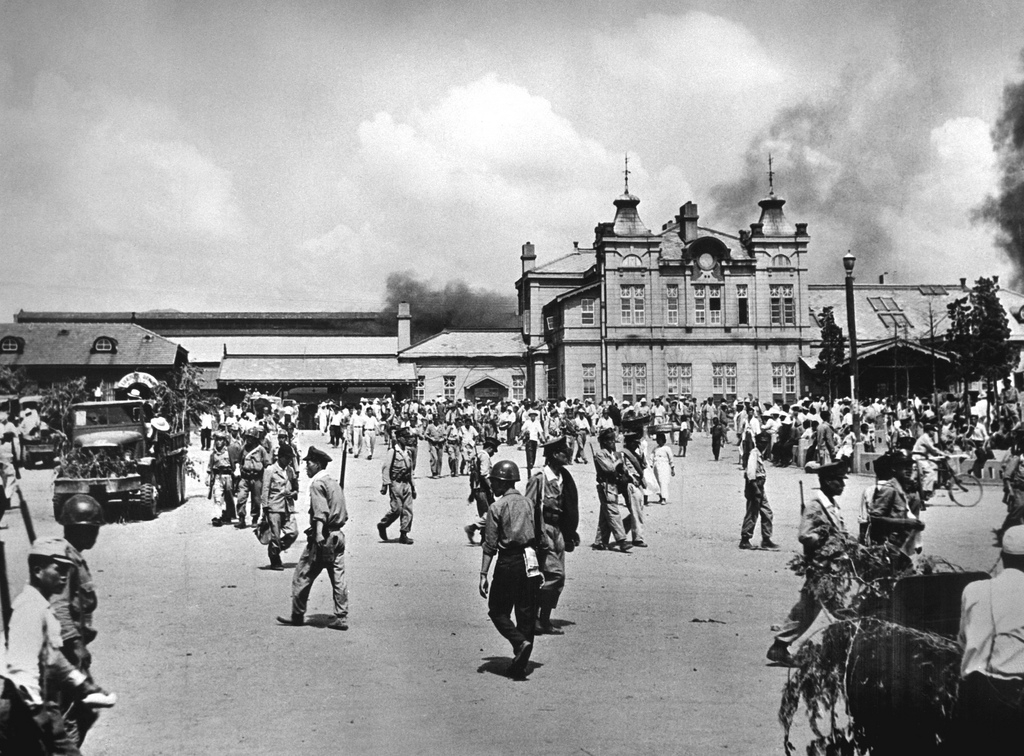
대전 전투 중 대전역을 통해 후퇴하는 미군.

조선민주주의인민공화국(북한)의 남침과 이에 따른 한국 전쟁의 발발로 유엔은 대한민국을 대신해 전쟁에 군을 투입하기로 결정하였다. 미군도 북한의 침공의 침공에 맞서 지상군을 한반도에 파견하였다. 하지만 1945년 제2차 세계 대전 종전 이후 극동의 미군 병력은 계속 감소하였으며, 당시 한반도에서 가장 가까운 곳에 있었던 미군은 일본에 본부를 둔 제8군 소속 제24보병사단이었다. 제24사단은 무장 상태가 약했고, 대부분의 장비는 군비 절감으로 인해 구식이었다. 이런 가운데 제24사단이 한반도로 증파되었다.
미국 24사단은 북한의 진군에 '충격'을 주고 후속 부대가 도착할 때까지 시간을 벌기 위해 조선인민군을 지연시키는 역할을 맡고 한국으로 파견된 최초의 미군 부대였다. 제24사단은 수적으로, 또한 화력으로 열세에 몰린 가운데 수 주 동안 북한의 진격을 지연시키면서 제7보병사단, 제25보병사단, 제1기병사단 및 기타 미8군 지원 부대가 제 자리로 진격할 때까지 시간을 벌어주었다. 그 사이 대한민국 육군은 조선인민군의 우세한 화력과 장비에 전 병력이 압도되어 한반도 해안선을 따라 밀려나면서 서서히 남쪽으로 후퇴하고 있었다. 미군의 첫 전투였던 오산 전투에서 제24보병사단은 크게 패했다. 스미스 특수임무부대가 패배한 이후 첫 1달 간 제24사단은 조선인민군의 압도적 우세와 화력에 밀려 거듭 패하며 남하하였다. 제24사단의 각 연대는 평택 전투, 천안 전투, 조치원 전투 등에서 패배하면서 조직적으로 남하하였다. 제24사단은 전투를 거치며 거의 전멸하였으나 7월 20일까지 조선인민군의 진격을 저지하면서 대전 전투에서 최후의 저항을 하였다. 당시에만 해도 미8군의 전투 병력은 대전 지역을 공격하는 북한군과 수가 7만명 내외로 거의 엇비슷한 가운데 매일 새로운 유엔군이 증파되어 도착하였다.

### 제1기병사단의 도착

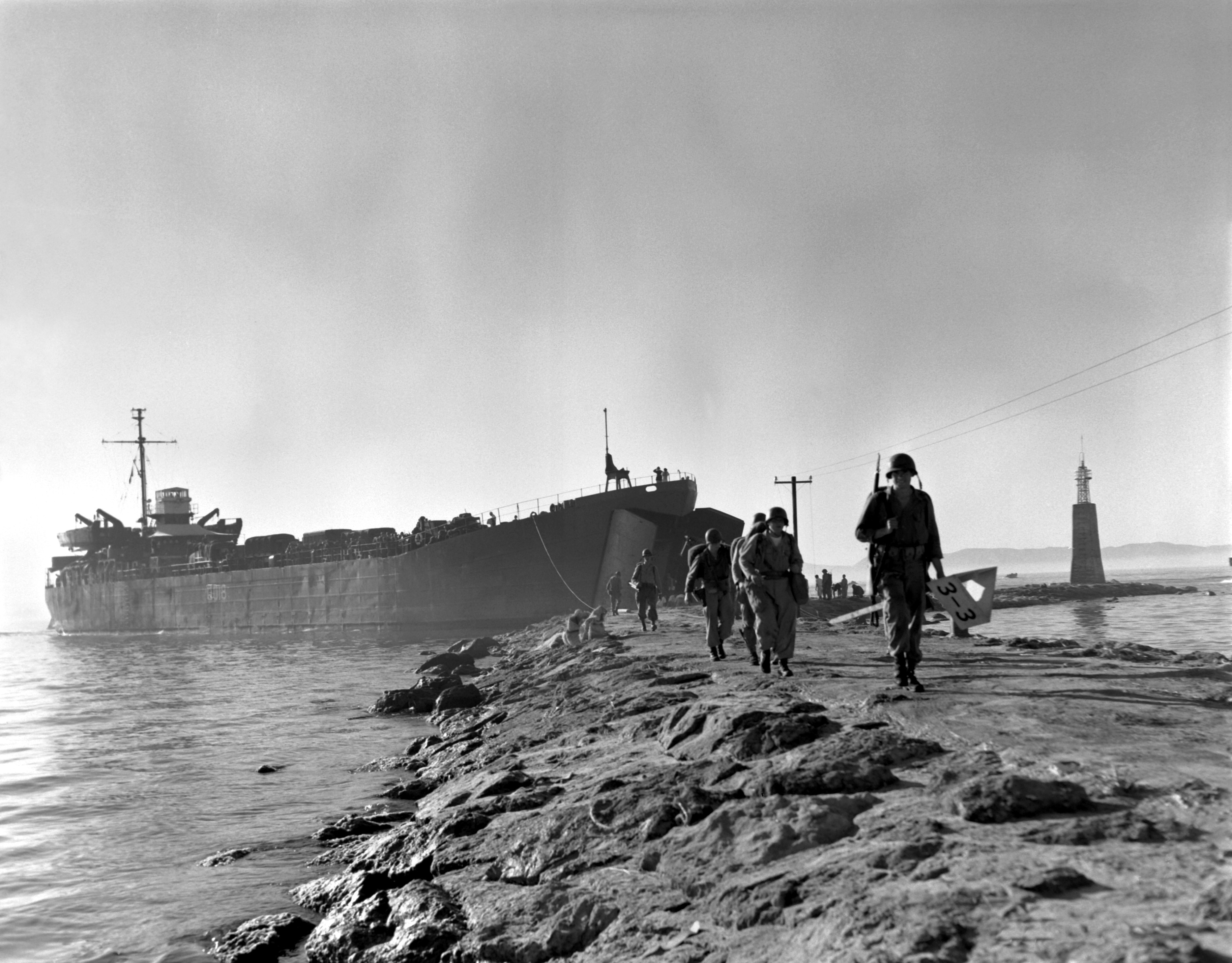
제1기병사단이 포항동에서 상륙하는 모습.

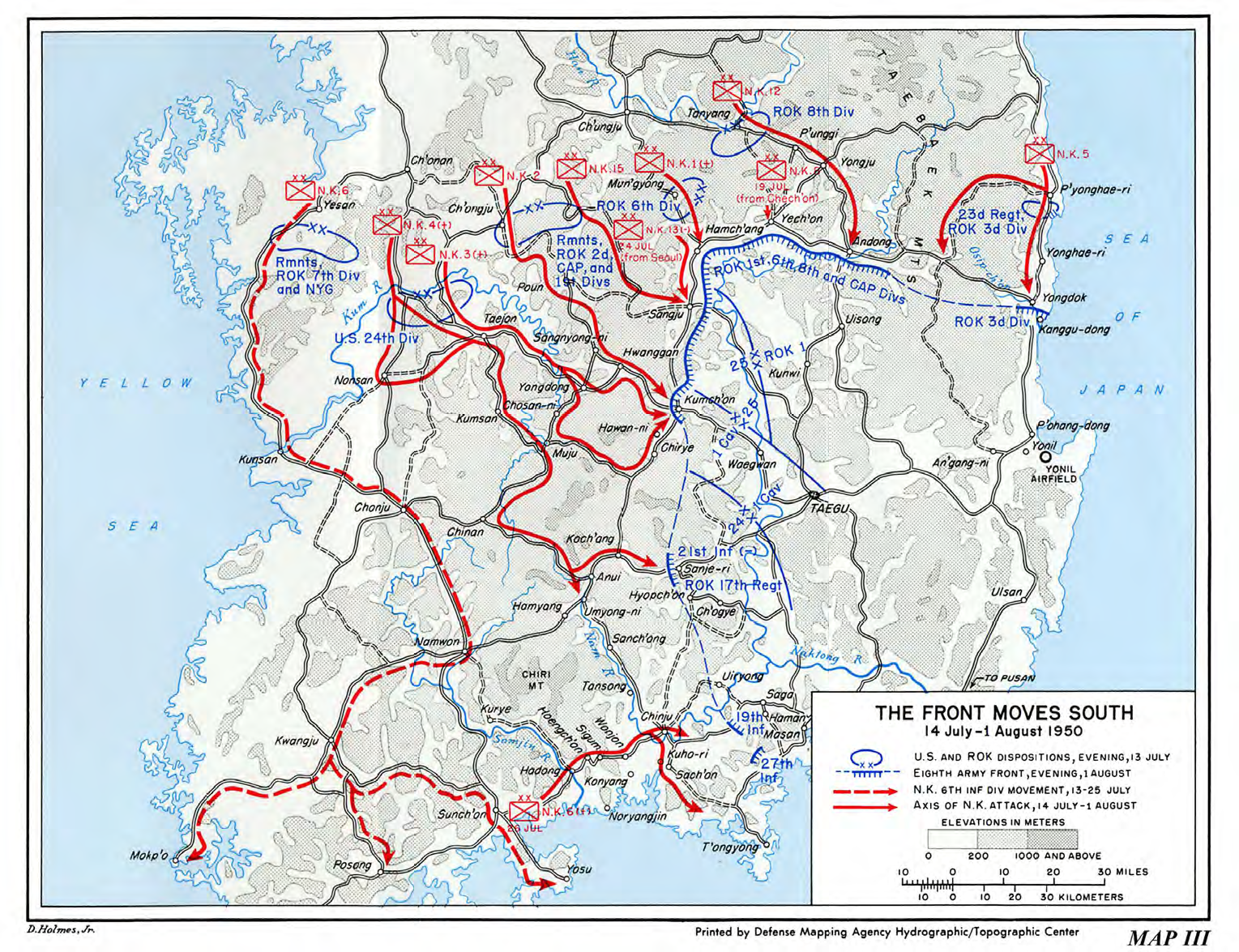
1950년 7월 14일에서 8월 1일 사이 판세 지도.

7월 6일, 제1기병사단의 지휘관 소장 허버트 C. 개이는 유엔사령부 지휘관인 장군 더글러스 맥아더로부터 제1기병사단을 한국으로 상륙시킬 준비를 하라는 명령을 받았다. 7월 12일에서 14일 사이 기병사단은 일본 혼슈 중심부에 있는 주둔지에서 나와 요코하마항에서 선박에 탑승했다. 그 다음에는 전멸 직전의 제24보병사단을 대신해 재편성하기 위해 부산에서 동북쪽으로 97 km 떨어진 한반도 동해안의 작은 어촌 마을인 포항시(당시에는 포항동으로 불림)으로 상륙하라는 명령을 받았다. 포항동에 상륙한 사단은 즉시 대전 방면으로 이동하기로 하였다. 지휘함인 USS 마운트 맥킨리와 사단 1선부대는 7월 15일 요코하마에서 한국으로 출항하였다. 제1기병사단의 호송은 후방제독 제임스 H. 돌이 지휘하는 제90임무부대가 이송하였다. 사단의 1선부대 선두 연대인 제8기병연대는 7월 18일 오전 6시 10분 경 포항으로 상륙하였으며, 6시 30분에는 제5기병연대의 첫 부대가 상륙하였다. 한편 태풍 그레이스(7월 15-22일)이 한반도 해안을 휩쓸고 지나가면서 7월 22일이 되어서야 미군 제7기병연대와 제82야포대대가 상륙하였다. 3일간 부산에서는 하역이 불가능했고 8군단의 보급품은 하루치 물량까지 떨어졌다. 하지만 상륙 중간에 조선인민군의 어떠한 방해 시도도 없었다.
한반도 내에서 임무를 수행중인 보병사단들의 전투력 강화를 위해 제1기병사단의 부사관(NCO) 750명이 제24보병연대와 제25보병연대로 재배치되면서 제1기병사단의 전투력은 약화되었다. 이 조치로 사단 하에 있던 각 대대와 중대의 일등상사(First sergeant)를 제외한 모든 부사관들이 전출되었다. 또한 일본을 떠나기 전에 미8군 방책에 있던 100여개를 포함해 교체품 1,450개를 받았음에도 불구하고 한국에 상륙할 때에는 매우 약화되어 앞선 사단과 마찬가지로 3개 연대에 2개 대대, 포병대대에 2개 포병부대, M24 채피 전차 1개 중대만 있었다.
7월 19일, 제5기병연대는 대전으로의 진군을 시작했다. 다음 날 제8기병연대가 철도와 트럭을 따라 올라가기 시작했으며 그날 저녁 영동 동쪽에 있는 집결지에 도착하였다. 사단의 포병대장인 준장 찰스 D. 팔머가 진군하는 2개 연대의 지휘를 맡았다. 7월 22일 제8기병연대가 도착하여 영동 방어선에 있는 미군 제21보병연대 및 제24보병사단에 도움을 주었다. 이 시점에 제1기병사단은 대전-대구 본선로를 따라 부산으로 진격해가는 조선인민군의 진격을 저지하라는 명령을 받았다. 제24보병사단 병력은 새로 들어온 병력이 이 날 새로운 방어선을 세움에 따라 제1기병사단의 방어선을 뚫고 후퇴하였다.
영동을 지켜라. 배후에 아군 부대가 없다는 것을 기억해라. 뒷문을 반드시 든든하게 두어야 한다. 식량 없이 싸울 순 있어도 탄약 없이는 싸울 수 없으며, 영동-대구 간 도로가 계속 유지되지 않으면 곧 탄약을 보급할 수 없게 될 것이다.— 중장 월턴 워커가 개이 소장에게 내린 명령

시내에 병력이 집결하자 제1기병사단은 영동 북쪽으로 이동하여 방어선을 갖추라는 명령을 받았다. 사단은 제8기병연대 소속 1개 대대를 영동에서 서북쪽으로 6.4 km 떨어진 금강 남단으로, 나머지 1개 대대를 영동에서 서남쪽으로 3.2 km 떨어진 곳에 주둔시켰다. 앞 방어선은 대전-대구 고속도로를 따라 가는 주공을 막고 뒤 방어선은 서산리(현재의 영동군 학산면 서산리)-무주-금산 도로를 향해 접근하는 조공을 막기로 하였다. 개이 소장은 도로를 막기 위해 마을 동쪽의 고지대에 제5기병연대를 배치하였다. 7월 19일까지 한반도에 파견된 사단 병력은 10,027명에 달했다. 이런 움직임과 더불어 한국군이 전선을 수습하고 새로운 사단을 편성할 수 있도록 할 공간을 만들기 위해 국군에 대한 재편성도 이루어졌다. 7월 22일 제1기병사단은 영동 북쪽의 방어진지를 굳혔으며 조선인민군의 공격을 받아 손실을 입은 제24보병사단은 낙동강 쪽을 따라 낙동강 돌출부 쪽으로 이동하였다. 같은 시각 제25보병사단은 상주로 이동하였고 그 곳에서 조선인민군과 교전을 벌였다.

## 전투

### 병력 이동
조선인민군은 대전 전투 이후 빠르게 진격했으며, 4개 사단이 각기 다른 4개 도로를 통해 남쪽으로 진군하기 시작했다. 인민군 제3사단은 7월 22일 대전을 출발해 도로를 통해 미군 제1기병사단이 지키는 대구와 영동 방면으로 진격하였다. 다음 날 아침인 7월 23일, 영동 전선의 미군 제8기병연대 제1대대는 처음 사용한 M20 슈퍼 바주카로 인민군의 T-34 전차 3대를 격파했다고 보고하였다.
7월 23일 인민군 제3사단의 제7연대 및 제9연대는 미군 제1기병사단이 지키는 영동 방어선에 대한 공격을 시작하였다. 인민군은 영동 서남쪽에서 침투하여 제8기병연대 제2대대 후방의 도로를 봉쇄하였으며 동시에 다른 인민군 부대가 영동 서북쪽의 방어선을 정면 공격하였다.
다음 날, 미군의 M24 전차가 제2대대 후방 인민군의 도로 봉쇄망을 4차례라 돌파하러 시도하였으나 실패하였으며 제2대대 사령관인 중령 유진 J. 필드는 돌파 시도 도중 부상을 입었다. 팔머는 봉쇄 돌파를 위해 제5기병연대 제1대대와 제16정찰중대를 증파하였다. 오후 12시(정오) 경 인민군 병력은 제8기병연대 제2대대를 지원하고 있던 제99, 제61야포대대를 공격하면서 인민군의 공격이 광범위하고 깊게 들어갔다.

### 도로변의 전투
영동을 향한 또 다른 주 도로인 서북쪽의 전선에서는 중기관총 사격, 제92대공포대대의 37 mm 대공포 사격, 제77야포대대의 야포 사격 등 화력 지원을 받으면서 제1대대는 인민군의 공격을 막아내고 있었다. 하지만 남쪽으로 피난하러고 영동 지역으로 몰려든 민간인 피난민들로 인민군이 제1기병사단의 방어선을 뚫어내고 있었다. 미8군은 대한민국 경찰을 통해 낮 시간대나 미리 정해진 경로로만 피난민들이 향하게 허락하면서 피난민의 움직임을 통제하러 하였다. 조선인민군은 민간인 복장을 하고 무기를 은닉한 채 시내로 진입하였고, 결국 미군은 야간에 전선을 향해 몰려드는 한국인들을 향해 발포하기 시작했다. 이러한 명령은 보통 지휘계통을 통해 서면으로 명령을 내리지 않기 때문에 상부에서 직접 명령을 내렸는지는 알 수 없다. 하지만 이런 명령으로 영동에서 전투가 시작될 무렵 일어난 제1기병사단의 전쟁 범죄인 노근리의 민간인 학살에 영향을 주었을 것으로 추정하고 있다. 노근리 학살 당시 미군이 한국인 민간인들을 인민군 침투병으로 생각하고 민간인 다수를 학살했다는 주장이 제기되고 있다.
7월 25일 아침까지 조선인민군은 제1기병사단의 방어선 안쪽까지 침투하여 보급선을 교란하고 있었으며 결국 개이 장군은 사단을 더욱 남쪽으로 철수시켜 전선을 재정비하라는 명령을 내렸다. 영동 서북부의 제1대대는 중박격포 중대와 제77야포대대의 2개 야포부대 화력 지원 아래 질서정연하게 철수하였다. 박격포 부대원들은 철수할 때 보병과 같이 싸웠다. 미군이 퇴각하는 동안 유고 인민군 부대는 피난민으로 위장하여 유엔군의 후방 지역을 차단시키거나 은닉한 통신 장비를 이용하여 유엔군의 장비 배치도 등을 알려주었으며 병력이 적은 곳을 골라 공격하였다.
한편 인민군은 영동 남서쪽의 제2대대를 향한 공격을 강화하였다. 집중적인 포병 지원으로 포탄이 제2대대 진지에 너무 가까이 떨어져 미군 병사 4명이 부상을 입기도 하였으나, 이러한 화력 지원 아래 7월 25일 오전 4시 30분 경 포위망이 뚫렸으며 대대 대원 대부분이 영동으로 철수하였다. 하지만 포위망 최후방에 있던 제8기병연대 F중대, 제16정찰중대, 제71전차대대 A중대 1소대 등은 연락이 끊겨버렸다. 11개 경전차 중 4개 경전차만이 인민군의 포위망을 뚫고 빠져나왔다. 전차 승무원들은 남은 7개 전차를 버리고 F중대 인원을 포함한 병사 219명과 함께 이틀간 산을 타고 걸어나왔다. 개별 소화기를 제외한 모든 무기를 버리고 포위망을 걸어나왔다. 비슷하게 포위된 다른 미군들도 같은 방식으로 탈출하였다. 인민군은 제1기병사단을 양익 공격을 통해 철수시키게 만들었다. 이 과정에서 미군은 빠르게 철수하는 도중 대부분의 장비를 잃었다.
같은 도로에서 영동에 더 가까운 곳에 있어 제8기병연대의 포위망을 뚫기 위해 도우러 시도하던 제5기병연대 제2대대는 인민군의 강력한 공격을 받았다. 몇몇 실수로 미군 대대의 F중대는 잘못된 고지로 진격하였으며 인민군 병사들이 몰려왔다. F중대의 26명만이 간신히 생환하였으며 나머지는 매복 공격으로 사망하거나 포로가 되었다. 제5기병연대는 모두 합쳐서 7월 25일 하루에만 275명의 사상자를 냈다.

### 미군의 퇴각
인민군 제3사단은 대전 전투에서 미군 제24보병사단에게 했던 전술을 거의 그대로 영동에서 제1기병사단에게 사용하였다. 두 전투에서 인민군은 모두 정면 공격을 하여 사단 인원들을 전투에 개입시킨 다음 나머지 인민군 병력 모두가 미국의 양익면을 포위공격하여 전방 진지 후방에 침입, 강력한 포위망을 만들어 포위된 미군을 후퇴하게 만들었다. 인민군 제3사단은 7월 25일 영동에 진입하였다. 최소한 인민군 1개 부대 이상이 오후 8시까지 마을 안에 있었다. 인민군은 미군의 반격이 올 것을 예상하고 마을 진입 즉시 마을 동쪽 외곽에 방어선을 마련하였다. 하지만 미군은 그냥 철수하였다. 제1기병사단은 황간 인근에서 지연 작전을 펼쳤으며 수 일 후 일어난 황간 전투에서 인민군의 진격을 두 번째로 저지하였다.

## 여파
영동 전투 도중 미군에게 포로로 잡힌 인민군 병사는 7월 24일에서 25일 사이 영동 공격 동안 대포 공격 등을 받고 2천여명이 사상자가 되었다고 진술했다. 이로 인해 인민군은 약 5천명의 병력이 줄어들어 전쟁 개시 당시의 병력에서 약 절반 가까이로 약화되었다. 제1기병사단이 수 일간 인민군의 진격을 저지하면서 유엔군은 그 동안 낙동강 방어선(부산 교두보)를 세울 귀중한 시간을 벌 수 있게 되었다. 영동 전투 및 직후 일어난 황간 전투에서 제1기병사단은 총 916명의 사상자가 발생했다. 이 패배는 제1기병사단에게 있어서는 매우 나쁜 성과였으나 경험을 쌓으면서 전투력이 증강되었으며 부산 교두보의 낙동강 방어선에 배치될 무렵에는 신뢰할 수 있는 전투부대가 되었다.

## 참고 문헌
- Alexander, Bevin (2003), 《Korea: The First War We Lost》, New York, New York: Hippocrene Books, ISBN 978-0-7818-1019-7
- Appleman, Roy E. (1998), 《South to the Naktong, North to the Yalu: United States Army in the Korean War》, Washington, D.C.: Department of the Army, ISBN 978-0-16-001918-0, 2014년 2월 7일에 원본 문서에서 보존된 문서, 2020년 6월 26일에 확인함
- Catchpole, Brian (2001), 《The Korean War》, London, United Kingdom: Robinson Publishing, ISBN 978-1-84119-413-4
- Fehrenbach, T.R. (2001) [1994], 《This Kind of War: The Classic Korean War History – Fiftieth Anniversary Edition》, Washington, D. C.: Potomac Books Inc., ISBN 978-1-57488-334-3
- Millett, Allan R. (2000), 《The Korean War, Volume 1》, Lincoln, Nebraska: University of Nebraska Press, ISBN 978-0-8032-7794-6
- Varhola, Michael J. (2000), 《Fire and Ice: The Korean War, 1950–1953》, Mason City, Iowa: Da Capo Press, ISBN 978-1-882810-44-4